# Philadelphia Grand Opera Company

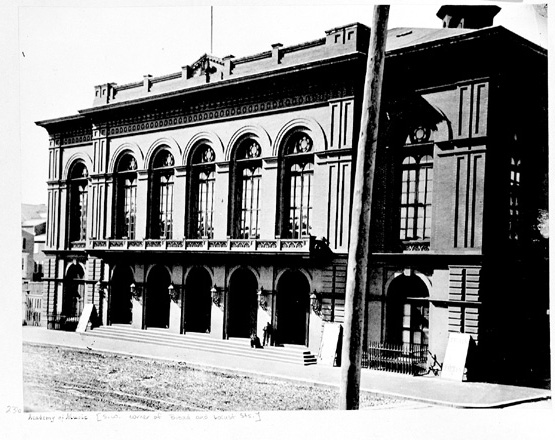
La Academy of Music a Filadelfia.

Philadelphia Grand Opera Company fu la ragione sociale di quattro compagnie d'opera statunitensi attive nella città di Filadelfia nel corso del XX secolo.
L'ultima e la più famosa delle quattro, fu fondata nel novembre del 1954 a seguito della fusione fra la Philadelphia Civic Grand Opera Company e la Philadelphia La Scala Opera Company.
La società risultante si unificò poi con la Philadelphia Lyric Opera Company nel 1975 dando vita alla Opera Company of Philadelphia.
Delle prime tre Compagnie, solo una andò avanti per più di una stagione. Essa venne fondata nel 1926 e successivamente si associò con il Curtis Institute of Music nel 1929.
Detta Compagnia chiuse poi i battenti nel 1932 a seguito dei problemi causati dalla Grande depressione.